# پیر آلن فراو
پیر آلن فراو (انگلیسی: Pierre-Alain Frau؛ زادهٔ ۱۵ آوریل ۱۹۸۰) بازیکن فوتبال اهل فرانسه است.
از باشگاه‌هایی که در آن بازی کرده‌است می‌توان به باشگاه فوتبال لانس، باشگاه فوتبال کان، باشگاه فوتبال سوشو، باشگاه فوتبال المپیک لیون، باشگاه فوتبال لیل، باشگاه فوتبال پاری سن ژرمن، و باشگاه ورزشی الوکره اشاره کرد.